# Communauté de communes Riou de Loules
La communauté de communes Riou de Loules est une ancienne communauté de communes française, située dans le département des Hautes-Pyrénées et la région Midi-Pyrénées.

## Historique
Le 1er janvier 2013 la communauté de communes Riou de Loules a fusionné avec la communauté de communes Arret Darré et Estéous et la communauté de communes des Coteaux de l'Arros pour devenir Communauté de communes des Coteaux de Pouyastruc.

## Composition
Elle est composée des communes suivantes :
1. Boulin
2. Castéra-Lou
3. Collongues
4. Dours
5. Lizos
6. Louit
7. Oléac-Debat
8. Sabalos
9. Soréac

## Sources
- Le SPLAF (Site sur la Population et les Limites Administratives de la France)
- La base ASPIC